# 雲紋裸皮鮋
雲紋裸皮鮋，為輻鰭魚綱鮋形目鮋亞目真裸皮鮋科的其中一種，為亞熱帶海水魚，分布於東印度洋澳洲南部及塔斯馬尼亞島半鹹水、海域，棲息深度2-26公尺，體長可達22.5公分，棲息在沿岸淺水域，夜行性，以甲殼類及魚類為食，繁殖期約8至9月，生活習性不明，前鰓蓋骨與背鰭棘具有毒腺。